# UCIヨーロッパツアー
UCIヨーロッパツアー（UCI Europe Tour）は、自転車競技・ロードレースの、コンチネンタルサーキットにおけるヨーロッパ地域の年間シリーズ戦。

## 概要
例年、UCIワールドカレンダー最終戦（2007年までは、UCIプロツアー最終戦）となる、前年10月中旬頃開催のジロ・ディ・ロンバルディアが終了した翌週に開幕し、11、12、1月の休催を挟み、当年2月から10月中旬まで行われる。
HC、1、2の3つのレースカテゴリで行われるのは、他のコンチネンタルツアー（他大陸ツアー）と同様だが、対象レースが他大陸ツアーと較べると圧倒的に多く、年間およそ300ほどのレースが開催される上に、UCIプロチーム所属選手が当ツアーポイント対象外となるものの、同所属選手に参加資格がない2クラス以外のレースに随時参加しており、相対的にHCクラスのみならず1クラスであっても、他大陸の同ランクレースと比較するとハイレベルな戦いになることが多い。
一方、U23（23歳以下のレース）のシリーズが、別立てで行われている。
なお、当ツアー対象レースを優勝した日本国籍選手は、2007年のブエルタ・ア・レオン(2.2)、2008年のパリ〜コレーズ(2.1)を制した清水都貴と、2012年のツール・デュ・リムザン(2.HC)を制した新城幸也の2人である（2012年現在）。

## 歴代優勝
| 年        | 個人優勝 選手                | 個人優勝 国  | 個人優勝 チーム                                            | 国別優勝 | 国別優勝 (U23) | チーム優勝                               |
| --------- | ---------------------------- | ------------ | ---------------------------------------------------------- | -------- | -------------- | ---------------------------------------- |
| 2005      | ムリロ・フィスシャー         | ブラジル     | ナトゥリーノ＝サポーネ・ディ・マーレ                       | イタリア |                | チェラミカ・パナリア＝ナヴィガーレ       |
| 2005-2006 | ニコ・エークハウト           | ベルギー     | ショコラート・ジャック - トップスポート・フラーンデレン    | イタリア |                | アクア&サポーネ＝カッフェ・モカンボ      |
| 2006-2007 | アレッサンドロ・ベルトリーニ | イタリア     | セッラメンティ・PVC・ディキジョヴァンニ - セッレ・イタリア | イタリア | ロシア         | ラボバンク・コンチネンタル               |
| 2007-2008 | エンリコ・ガスパロット       | イタリア     | バレロワールド                                             | イタリア | イタリア       | アクア&サポーネ＝カッフェ・モカンボ      |
| 2008-2009 | ジョヴァンニ・ヴィスコンティ | イタリア     | ISD                                                        | イタリア | ベルギー       | アグリテュベル                           |
| 2009-2010 | ジョヴァンニ・ヴィスコンティ | イタリア     | ISD・ネーリ                                                | イタリア | ベルギー       | ヴァカンソレイユ                         |
| 2010-2011 | ジョヴァンニ・ヴィスコンティ | イタリア     | ファルネーゼ・ヴィーニ - ネーリ・ソットーリ                | イタリア | イタリア       | FDJ                                      |
| 2012      | ヨーン・デーゲンコルプ       | ドイツ       | アルゴス・シマノ                                           | イタリア | イタリア       | ソル・ソジャスュン                       |
| 2013      | リッカルド・ツォイドル       | オーストリア | グルメットファイン・シンプロン                             | フランス | オランダ       | チーム・ヨーロッパカー                   |
| 2014      | トム・ファン・アスブルック   | ベルギー     | トップスポートフラーンデレン・バロワーズ                   | イタリア | オランダ       | トップスポートフラーンデレン・バロワーズ |
| 2015      | ナセル・ブアニ               | フランス     | コフィディス                                               | イタリア | イタリア       | トップスポートフラーンデレン・バロワーズ |
| 2016      | バプティスト・プランカールト | ベルギー     | ワロニーブリュッセル・グループプロテクト                   | ベルギー | イタリア       | ワンティ・グループゴベール               |
| 2017      | ナセル・ブアニ               | フランス     | コフィディス                                               | フランス | フランス       | ワンティ・グループゴベール               |
| 2018      | ユーゴ・オフステテール       | フランス     | コフィディス                                               | ベルギー | オランダ       | ワンティ・グループゴベール               |
| 2019      | プリモシュ・ログリッチ       | スロベニア   | チーム・ユンボ・ヴィスマ                                   | ベルギー | ベルギー       | トタル・ディレクト・エネルジー           |
| 2020      | プリモシュ・ログリッチ       | スロベニア   | チーム・ユンボ・ヴィスマ                                   | フランス | スロベニア     | アルペシン・フェニックス                 |

## 主な対象レース

### 2019年HC対象レース
2019年HC対象レース:37レース
| 2019年HC対象レース | 2019年HC対象レース                                         | 2019年HC対象レース |
| 開催国             | レース名                                                   | カテゴリー         |
| ------------------ | ---------------------------------------------------------- | ------------------ |
| イタリアの旗       | トロフェオ・ライグエーリア                                 | (1.HC)             |
| スペインの旗       | クラシカ・デ・アルメリア                                   | (1.HC)             |
| ポルトガルの旗     | ヴォルタ・アン・アルガルヴェ                               | (2.HC)             |
| スペインの旗       | ブエルタ・ア・アンダルシア                                 | (2.HC)             |
| ベルギーの旗       | クールネ〜ブリュッセル〜クールネ                           | (1.HC)             |
| イタリアの旗       | グラン・プレミオ・インドゥストリア・エ・アルティジャナート | (1.HC)             |
| オランダの旗       | ロンド・ファン・ドレンテ                                   | (1.HC)             |
| ベルギーの旗       | ノケル・クルス                                             | (1.HC)             |
| ベルギーの旗       | ブレーデネ・コクサイデ・クラシック                         | (1.HC)             |
| フランスの旗       | グランプリ・ド・ドナン                                     | (1.HC)             |
| ベルギーの旗       | スヘルデプライス                                           | (1.HC)             |
| ベルギーの旗       | ブラバンツ・パイル                                         | (1.HC)             |
| イタリアの旗       | ツアー・オブ・ジ・アルプス                                 | (2.HC)             |
| イングランドの旗   | ツール・ド・ヨークシャー                                   | (2.HC)             |
| フランスの旗       | ダンケルク4日間レース                                      | (2.HC)             |
| ノルウェーの旗     | ツアー・オブ・ノルウェー                                   | (2.HC)             |
| ルクセンブルクの旗 | ツール・ド・ルクセンブルク                                 | (2.HC)             |
| スイスの旗         | グロサー・プライス・デス・カントン・アールガウ             | (1.HC)             |
| ベルギーの旗       | バロワーズ・ベルギー・ツアー                               | (2.HC)             |
| スロベニアの旗     | ツアー・オブ・スロベニア                                   | (2.HC)             |
| ベルギーの旗       | ツール・ド・ワロニー                                       | (2.HC)             |
| スペインの旗       | ブエルタ・ア・ブルゴス                                     | (2.HC)             |
| ノルウェーの旗     | アークティック・レース・オブ・ノルウェー                   | (2.HC)             |
| デンマークの旗     | デンマーク一周                                             | (2.HC)             |
| ドイツの旗         | ドイツ・ツアー                                             | (2.HC)             |
| ベルギーの旗       | ブリュッセル・サイクリング・クラシック                     | (1.HC)             |
| フランスの旗       | グランプリ・ド・フルミー                                   | (1.HC)             |
| イギリスの旗       | ツアー・オブ・ブリテン                                     | (2.HC)             |
| ベルギーの旗       | プリムス・クラシック                                       | (1.HC)             |
| ドイツの旗         | シュパルカセン・ミュンスターラント・ギーロ                 | (1.HC)             |
| イタリアの旗       | ジロ・デッレミリア                                         | (1.HC)             |
| ベルギーの旗       | ユーロメトロポール・ツール                                 | (1.HC)             |
| イタリアの旗       | グラン・プレミオ・ブルーノ・ベゲッリ                       | (1.HC)             |
| イタリアの旗       | トレ・ヴァッリ・ヴァレジーネ                               | (1.HC)             |
| イタリアの旗       | ミラノ〜トリノ                                             | (1.HC)             |
| イタリアの旗       | グラン・ピエモンテ                                         | (1.HC)             |
| フランスの旗       | パリ〜ツール                                               | (1.HC)             |

### 2013年HC対象レース
2013年HC対象レース:26レース
| 2013年HC対象レース | 2013年HC対象レース                   | 2013年HC対象レース |
| 開催国             | レース名                             | カテゴリー         |
| ------------------ | ------------------------------------ | ------------------ |
| ベルギーの旗       | オムロープ・ヘット・ニウスブラット   | (1･HC)             |
| スペインの旗       | クラシカ・デ・アルメリア             | (1.HC)             |
| ベルギーの旗       | ドワルス・ドール・フラーンデレン     | (1.HC)             |
| フランスの旗       | クリテリウム・アンテルナシオナル     | (2･HC)             |
| ベルギーの旗       | E3プライス・フラーンデレン           | (1･HC)             |
| ベルギーの旗       | デ・パンネ3日間                      | (2･HC)             |
| ベルギーの旗       | スヘルデプライス                     | (1･HC)             |
| ベルギーの旗       | ブラバントス・パイル                 | (1.HC)             |
| トルコの旗         | ツアー・オブ・ターキー               | (2･HC)             |
| ドイツの旗         | フランクフルト・グランプリ           | (1･HC)             |
| フランスの旗       | ダンケルク4日間レース                | (2･HC)             |
| ドイツの旗         | バイエルン一周                       | (2･HC)             |
| ベルギーの旗       | ツール・ド・ベルギー                 | (2･HC)             |
| ルクセンブルクの旗 | シュコダ＝ツール・ド・ルクセンブルク | (2･HC)             |
| オーストリアの旗   | オーストリア一周                     | (2･HC)             |
| ベルギーの旗       | ツール・ド・ワロニー                 | (2･HC)             |
| スペインの旗       | ブエルタ・ア・ブルゴス               | (2･HC)             |
| デンマークの旗     | デンマーク一周                       | (2･HC)             |
| イタリアの旗       | トレ・ヴァッリ・ヴァレジーネ         | (1･HC)             |
| ベルギーの旗       | パリ〜ブリュッセル                   | (1･HC)             |
| フランスの旗       | グランプリ・ド・フルミー             | (1･HC)             |
| フランスの旗       | ツール・ド・ヴァンデ                 | (1･HC)             |
| イタリアの旗       | ジロ・デッレミリア                   | (1･HC)             |
| フランスの旗       | パリ〜ツール                         | (1･HC)             |
| イタリアの旗       | ミラノ〜トリノ                       | (1･HC)             |
| イタリアの旗       | ジロ・デル・ピエモンテ               | (1･HC)             |